# Hennan (Ljusdal)
Hennan is een plaats in de gemeente Ljusdal in het landschap Hälsingland en de provincie Gävleborgs län in Zweden. Hennan bestaat uit twee verschillende småorter Hennan (westelijk deel) (Zweeds: Hennan (västra delen) en Hennan (oostelijk deel) en Norr-Välje (Zweeds: Hennan (östra delen) och Norr-Välje). Het småort Hennan (oostelijk deel) en Norr-Välje bestaat behalve uit het oostelijke deel van Hennan ook uit de plaats Norr-Välje. Hennan (westelijk deel) heeft 134 inwoners (2005) en een oppervlakte van 43 hectare. Hennan (oostelijk deel) en Norr-Välje heeft 66 inwoners (2005) en een oppervlakte van 23 hectare.
Hennan ligt in een heuvelachtige en bosrijke omgeving, aan het gelijknamige meer Hennan.